# سیارک ۵۸۲۴
سیارک ۵۸۲۴ (به انگلیسی: 5824 Inagaki، نامگذاری:1989YM) پنج هزار و هشتصد و بیست و چهارمین سیارک کشف شده‌است که در ۲۴ دسامبر ۱۹۸۹ کشف شد.
قدر مطلق سیارک برابر ۱۲٫۴۰ است.